# Dagor Bragollach
I J.R.R. Tolkiens berättelser om Midgård är Dagor Bragollach (på det alviska språket sindarin: Plötsliga Flammans Slag) det fjärde slaget i Beleriandkrigen. Det var den stora vändpunkten i kriget om juvelerna.

## Första Fasen, år 455 i den Första Åldern
Det började en vinternatt i början av år 455 i den Första Åldern då Thangorodrims bergstoppar fick utbrott och sände ut floder av eld, giftig rök och moln av rök och aska. Allt detta ledde till förvirring, förstörelse och mörker för att dölja att Morgoths styrkor avancerade. Eldarna spreds av Glaurung Draken och förgiftade de gräsbevuxna slätterna i Ard-galen, som senare kom att kallas för Anfauglith, det törstiga stoftet. Både Fingolfin, högkonung av noldor och de noldor som leddes av Maedhros hade haft kvar läger med kavalleri i Ard-galen för att hålla koll på Morgoth. De blev tillbakadrivna till sina fästningar i bergen och kullarna som omgav slätterna eller dödades av elden. Morgoths armé av orcher ledde av balrogerna kunde nu avancera utan att bli stoppade och skyddade av mörkret för att anfalla noldors riken samtidigt och individuellt och hindrade därmed de tre noldorhusen att hjälpa varandra.
Precis som i det tredje slaget, Dagor Aglareb var Morgoths huvudmotiv att inta de centrala högländerna i Dorthonion, ett landskap i Finrods rike som låg direkt söder om Angband mellan slätterna. Att äga Dorthonion skulle ge Morgoth en fästning längre fram som lätt kunde få support från Angband medan de splittrade noldor till två styrkor, som fysiskt skulle göra det omöjligt att de skulle kunna förena sig. Och det första riket som kom att besegras var Dorthonion. Både Angrod och Aegnor, tillsammans med Bregolas, Herre av Ladros och broder med Barahir dog i detta slag, då Barahir höll de västra delarna av Dorthonion. Finrod Felagund kom att marschera norrut från Nargothrond med en stor armé för att hjälpa Dorthonion. Dock blev Finrod överfallen av en stor armé med Morgoths styrkor separerades från sin armé. Finrod skulle ha blivit mördad eller tillfångatagen om det inte vore för Barahir, som lämnade Dorthonion och räddade alvherren trots att de led stora förluster. Detta dåd gjorde att Barahir senare fick Finrods ring som senare kom att bli känd som Barahirs Ring. Fingolfins armé försökte marschera till Dorthonions hjälp men blev tillbakadrivna till deras fästning vid Ered Wethrin, Hithlum bergen, och led stora förluster. Hador, herre över Dor-lómin, hans yngre son Gundor och många av hans följeslagare dog i de bakre leden av Fingolfins armé. Dorthonion, de centrala delarna av den norra noldoranska belägringslinjen blev tagen och ett nytt pass in till mellersta Beleriand vid Anach öppnade sig för orcherna.
När noldor och dess allierade blev kastade att försvara sig och att hans huvudmål, Dorthonion, tagits var initiativet bekvämt i Morgoths grepp. Portarna till de sydliga delarna av Beleriand och de västra i Hithlum var hans nästa uppdrag. Fästningen Minas Tirith i Sirions pass i väst under Orodreth höll. I öst blev dock alla kavalleriläger i Maedhros marker krossade men Maedhros vildsinthet och tapperhet var ojämförliga och hans fästning på Himring stod emot anfallet. Aglon Passet var krossat, trots att Morgoths styrkor led stora förluster och Celegorm och Curufin flydde via de norra gränserna mot Doriath till Minas Tirith. I öst kom Glaurung återigen at sprida attackerna. Maglors kavalleri i Lothlann kom att besegras och drivas tillbaka och Maglors Gap blev taget och skövlat. Efter att ha lidit stora förluster kom Maglor att retirera till Himring där han anslöt sig med Maedhros. Morgoths orcher kom att ta bergsfästningen på Rerir berget och smutsa ner sjön Helevorn innan de avancerade söderut genom Thargelion och in i östra Beleriand och vadade över floden Gelion. Caranthir flydde långt söderut till Amon Ereb, där han och hans bröder, Amrod och Amras allierade sig med grönalverna. Samtidigt som Maglor och Maedhros höll Himring samlades de överlevande från Dorthonion och de andra östra rikena där och Maedhros lyckades med att återta Aglons Pass. Dock var Maedhros Marsch, den östra vingen av de norra noldoranska belägringslinjen mot Morgoth förstörd.
Finrod och hans armé drog tillbaka till södra Nargothrond samtidigt som Barahir fortsatte att försöka försvara Dorthonion med en liten styrka av människor. När landet blev ogästvänligt flyttade kvinnorna och barnen från Bëors Hus till Hithlum och Brethil under Emeldirs, Barahirs fru, ledning. Bergsforten i Ered Wethrin runt Hithlum hölls emot från alla attacker, dock var det med nöd och näppe. Belägringen var bruten, Fëanors söner var skingrade, delar av Finrods rike förlorat, Fingolfin och Fingon var omringade i Hithlum och orcher strövade fritt i de norra delarna av Beleriand. Trots deras vinster hade Morgoths styrkor lidit stora förluster och han återkallade sina arméer under våren och avslutade huvudstriden. Doriath hade varit ostört under kriget och många sindar hade lämnat noldor o början av slaget och bosatt sig där och utökat rikets styrka.
Som ett resultat av detta slag kom runt 10 000 noldoranska alver att tas till Angband som fångar.

## Mittersta Fasen, år 456 i den Första Åldern

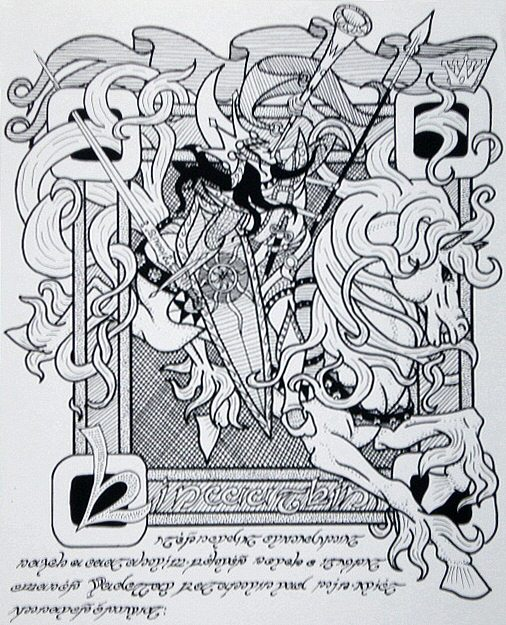
Fingolfin rider ut till strid (Illustration av Tom Loback).

När Fingolfin, noldors högkonung fick veta om förlusterna och de många döda bland noldor red han i vrede och fruktan ensam på hans krigshäst, Rochallor över Anfauglith för att utmana Morgoth i en duell. Orcherna flydde för ryktet om hans ankomst. När Fingolfin anlände vid portarna till Angband blev hans utmaning accepterad av Morgoth. De kämpade i en mäktig duell där Fingolfin sårade Morgoth sju gånger med hans svärd Ringil. Dock föll han för Morgoths muskot, Grond och krossad under Morgoths fot. Fingolfins kropp kom att bäras iväg av Thorondor, örnarnas konung. Morgoth kom aldrig att repa sig efter dessa sår och kom hädanefter att halta. Detta gjorde att han aldrig kom att lämna sin fästning igen under krigen.

## Sista Fasen, år 456-466 i den Första Åldern
Morgoth förstärkte nu sina föregående områden och avancerade mot noldors länder. Från Angband sändes Sauron att kommendera en enorm armé med orcher, varulvar och vargar mot Minas Tiriths fästning på Tol Sirion, som Orodreth fortfarande höll. Sauron tog det med storm och Orodreth drevs ut och retirerade till Nargothrond, skyddad av Celegorms och Curufins kavalleri. Sauron gjorde Tol Sirion till hans bas där han kunde sprida terror och erövra nya områden och namnet ändrades till Tol-in-Gaurhoth, Varulvarnas Ö. Det var därifrån som han utökade ockupationen av Dorthonion med en sådan häxkraft och hemskhet att till och med orcherna skyndade igenom landet. Barahir och hans män blev jagade tills endast Beren fanns kvar, och till slut kom även han att drivas ut och kom så småningom till Doriath. Från den västra porten in till Beleriand sände nu Sauron orcharméer och orchlegioner för att omfatta Doriath från väst. Vid den tiden kom en annan orcherarmé under Boldog att komma över Dorthonion, som nu fått namnet Taur-nu-Fuin, genom Anachs Pass på den Norra Marschen av Doriath och orcherarmén som bröt sig igenom Aglons Pass genom att terränglöpa över Radhrim, den Östra Marschen av Doriath. 
Marscherna av Doriath blev ett slagfält mellan orcher och grönalver. Orcher som sändes av Sauron kom från söder i styrka men människorna av Brethil, tillsammans med sindar från Doriath och ledda av Beleg krossade en orchlegion vid Taeglins korsning år 458. Thingol och sindaralverna från Doriath krossade orcherarmén av Boldog på den Norra Marschen år 465. En liten grupp människor från Himring dräpte de kvarvarande orcherna. Under det andra anfallet på Hithlum kom Galdor, herre av Dor-lómin att dö när han försvarade Barad Eithel. Morgoth anföll med en tvåspetsig attack år 462, en armé som belägrade forten i bergspassen i Ered Wethrin medan den andra armén kom ner från norr, korsade isen och anföll Fingon på Hithlums slätter. Húrin, Galdors son och ny herre över Dor-lómin omringade Morgoths arméer och drev dem tillbaka till Barad Eithel. Fingon, som var utnumrerad på slätterna fick förstärkning av Círdan och falathrim som seglade till hans hjälp med en enorm styrka och landade med deras styrkor nära noldors port. Orcherarmén, som fastnat mellan Hithlums och Falas arméer krossades. År 465 kom Lúthien med hjälp av Huan att anfalla Sauron och krossa hans fästning Tol-in-Gaurhoth och sedan, år 466, kom hon tillsammans med Beren att i Angbands djup ta en silmarill från Morgoths krona och lyckas med det som alla noldors soldater och arméer misslyckats med under nästan 500 år av krig.

## Efterdyningar, år 467 i den Första Åldern
Beren och Lúthiens lyckade uppdrag markerar slutet för Dagor Bragollach. Återtagandet av silmarillen och alvernas segrar under åren 458-466 bringade hopp till alverna och människorna att Morgoth fortfarande kunde besegras. De inspirerade Maedhros att bygga en allians av det fria folket som kallades Maedhros Union som skulle ta kriget till portarna till Angband.